# Laguna Izotes
A  Laguna Izotes é um lago localizado na Guatemala. Localiza-se no departamento de Jalapa, Município de Jalapa.